# Gaudenzio di Gniezno
Gaudenzio, in polacco Radzim Gaudenty, in ceco Svatý Radim (970 – tra il 1006 e il 1022), fu arcivescovo di Gniezno, il primo arcivescovo polacco. È venerato come santo dalla Chiesa cattolica.

## Biografia
Nato col nome di Radim, era figlio extraconiugale di Slavník, quindi fratellastro di Adalberto di Praga.
Nel 989 i due entrarono nel monastero benedettino dedicato ai Santi Bonifazio e Alessio sull'Aventino a Roma, dove Radim adottò il nome Gaudencius o Gaudentius. Accompagnò Adalberto nel suo viaggio fatale in Prussia nel 997.

## Culto
La Chiesa cattolica lo commemora il giorno 11 ottobre.
Dal Martirologio Romano: "A Gniezno in Polonia, san Gaudenzio o Radzim, vescovo, che, fratello secondo la carne e secondo lo spirito, nonché fedele compagno di sant'Adalberto vescovo di Praga, assistette al suo martirio e fu poi gettato egli stesso in carcere".